# Cueva de la Lloseta
La Cueva de la Lloseta, también conocida como La Moría o del Río, es una cueva con pinturas prehistóricas situada en Ardines, en el concejo de Ribadesella, en el Principado de Asturias (España). 
Las representaciones existentes en esta cueva están formadas por pinturas de color rojo representando a un caballo, a dos cápridos, una serie de puntos rojos y finalmente un signo en rojo y negro.
El final de esta cueva enlaza con la galería mayor de Tito Bustillo
Está declarada como Bien de Interés Cultural.